# M.O.D.
M.O.D. (Method of Destruction) — американський треш-метал гурт з Нью-Йорку, заснована Білі Мілано, який в минулому був вокалістом гурту «Stormtroopers of Death» (S.O.D.).
До першого складу увійшли також Тім Макматрі (гітара), Кен Баллон (бас) та Кіт Девіс (ударні). У 1987 році вийшов перший альбом під назвою «U.S.A. for M.O.D», продюсером якого став гітарист гурту «Anthrax» Скот Ян. Після його виходу у пресі виник гучний скандал, бо деякі пісні містили расистські тексти, продаж платівок навіть на деякий час призупинили в Англії. У 1988 гурт здійснив велике американське турне разом з «Exodus». У тому ж році вийшов альбом «Surfin' M.O.D.», який містив кавер-версії американських поп-пісень та звучав дуже легко. Гурт повернувся до свого звучання в альбомі 1989 року «Gross Misconduct». У 1996 вийшов вдалий альбом «Dictated Aggression», але гурт припинив існування, відновившись у новому складі лише у 2003 році.

## Дискографія
| Дата видання     | Назва                                 | Лейбл                 |
| 1987             | U.S.A. for M.O.D.                     | Megaforce Records     |
| 1988             | Surfin' M.O.D.                        | Megaforce Records     |
| 1989             | Gross Misconduct                      | Megaforce Records     |
| 1992             | Rhythm of Fear                        | Megaforce Records     |
| 1994             | Devolution                            | Music For Nations     |
| Листопад, 1995   | Loved by Thousands, Hated by Millions | Megaforce Records     |
| Червень 25, 1996 | Dictated Aggression                   | Music For Nations     |
| Травень 20, 2003 | The Rebel You Love to Hate            | Nuclear Blast Records |
| Жовтень 26, 2004 | Devolution перевидання на CD          | Blackout Records      |
| Жовтень 26, 2004 | Dictated Aggression перевидання на CD | Blackout Records      |
| Жовтень 9, 2007  | Red, White & Screwed                  | Index Entertainment   |